# لیز کارموش
لیز کارموش (انگلیسی: Liz Carmouche؛ زادهٔ ۱۹ فوریهٔ ۱۹۸۴) نظامی، کاراته‌کا و ورزشکار هنرهای رزمی ترکیبی اهل ایالات متحده آمریکا است. وی از سال ۲۰۱۰ میلادی تاکنون مشغول فعالیت بوده‌است.
وی دارای یک خواهر و برادر و پدرش در نیروی هوایی مشغول بوده است.